# Baltic Cup 2001
Der Baltic Cup 2001 war die 39. Austragung des Turniers der Baltischen Länder, dem Baltic Cup. Das Turnier für Fußballnationalteams fand zwischen dem 3. und 5. Juli 2001 in Lettland statt. Ausgetragen wurden die drei Spiele im Daugava-Stadion und Skonto-Stadion in Riga. Die Lettische Fußballnationalmannschaft gewann den 18. Titel. Torschützenkönig wurden die beiden Letten Vladimirs Koļesņičenko (Skonto Riga) und Marians Pahars (FC Southampton).

## Gesamtübersicht

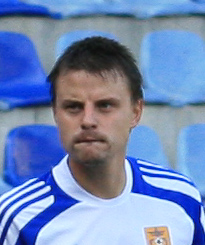
Vladimirs Koļesņičenko wurde zusammen mit Marians Pahars Torschützenkönig.

Tabelle nach Drei-Punkte-Regel.
| Pl. | Verein   | Sp. | S | U | N | Tore    | Diff. | Punkte |
| --- | -------- | --- | - | - | - | ------- | ----- | ------ |
| 1.  | Lettland | 2   | 2 | 0 | 0 | 007:200 | +5    | 06     |
| 2.  | Litauen  | 2   | 1 | 0 | 1 | 006:600 | ±0    | 03     |
| 3.  | Estland  | 2   | 0 | 0 | 2 | 003:800 | −5    | 0      |

|                      |   |         |     |
| 3. Juli 2001 in Riga |   |         |     |
| Lettland             | – | Estland | 3:1 |
| 4. Juli 2001 in Riga |   |         |     |
| Estland              | – | Litauen | 2:5 |
| 5. Juli 2001 in Riga |   |         |     |
| Lettland             | – | Litauen | 4:1 |

## Lettland gegen Estland
| Lettland                                   | Lettland | Estland | Estland |
| ------------------------------------------ | --- | --- | ------- |
| Lettland                                   | \| 3. Juli 2001 in Riga (Skonto-Stadion) \| \| Ergebnis: 3:1 (1:0) \| \| Zuschauer: 1.500 \| \| Schiedsrichter: Darius Mieželis ( Litauen) \| \| Spielbericht \| | \| 3. Juli 2001 in Riga (Skonto-Stadion) \| \| Ergebnis: 3:1 (1:0) \| \| Zuschauer: 1.500 \| \| Schiedsrichter: Darius Mieželis ( Litauen) \| \| Spielbericht \| | Estland |
| Lettland                                   | Andrejs Piedels, Artūrs Zakreševskis, Vitālijs Astafjevs, Mihails Zemļinskis, Viktors Lukaševičs, Oļegs Blagonadeždins, Igors Stepanovs, Imants Bleidelis (78. Jurģis Pučinskis), Marians Pahars (79. Vladimirs Koļesņičenko), Andrejs Rubins, Māris Verpakovskis (59. Andrejs Štolcers) Cheftrainer: Aleksandrs Starkovs | Martin Kaalma, Teet Allas, Andrei Stepanov, Raio Piiroja, Erko Saviauk (68. Urmas Rooba), Martin Reim, Marko Kristal (80. Dmitri Ustritski), Viktor Alonen, Mark Švets, Indrek Zelinski, Andres Oper (78. Sergei Terehhov) Cheftrainer: Arno Pijpers ( Niederlande) | Estland |
| Lettland                                   | 1:0 Verpakovskis (41.) 2:1 Pahars (50.) 3:1 Koļesņičenko (90.) | 1:1 Zelinski (47.) | Estland |
| Lettland                                   | Zakreševskis (21.), Pahars (49.), Blagonadeždins (60.), Štolcers (87.), Koļesņičenko (90.+2') | Allas (13.) | Estland |
| 3. Juli 2001 in Riga (Skonto-Stadion)      | | |         |
| Ergebnis: 3:1 (1:0)                        | | |         |
| Zuschauer: 1.500                           | | |         |
| Schiedsrichter: Darius Mieželis ( Litauen) | | |         |
| Spielbericht                               | | |         |

## Estland gegen Litauen
| Estland                                   | Estland | Litauen | Litauen |
| ----------------------------------------- | --- | --- | ------- |
| Estland                                   | \| 4. Juli 2001 in Riga (Daugava-Stadion) \| \| Ergebnis: 2:5 (2:1) \| \| Zuschauer: 500 \| \| Schiedsrichter: Romāns Lajuks ( Lettland) \| \| Spielbericht \| | \| 4. Juli 2001 in Riga (Daugava-Stadion) \| \| Ergebnis: 2:5 (2:1) \| \| Zuschauer: 500 \| \| Schiedsrichter: Romāns Lajuks ( Lettland) \| \| Spielbericht \| | Litauen |
| Estland                                   | Pavel Londak, Meelis Rooba, Andrei Stepanov (52. Raio Piiroja), Raio Piiroja (69. Erko Saviauk), Taavi Rähn, Urmas Rooba, Aivar Anniste, Mark Švets (68. Marko Kristal), Jevgeni Novikov, Dmitri Ustritski (63. Indrek Zelinski), Märt Kosemets (81. Jarmo Ahjupera) Sergei Terehhov Cheftrainer: Arno Pijpers ( Niederlande) | Vaidas Žutautas, Marius Stankevičius, Darius Žutautas, Rolandas Džiaukštas, Andrius Jokšas, Nerijus Barasa (82. Artūras Sobolis), Darius Maciulevičius (68. Robertas Ringys), Orestas Buitkus (73. Nerijus Vasiliauskas), Deividas Česnauskis (77. Valdas Trakys), Ričardas Beniušis (85. Raimondas Vilėniškis), Egidijus Varnas (46. Giedrius Barevičius) Cheftrainer: Benjaminas Zelkevičius | Litauen |
| Estland                                   | 1:0 Anniste (7.) 2:0 Švets (35.) | 2:1 Buitkus (37.) 2:2 D. Česnauskis (46.) 2:3 Vasiliauskas (73.) 2:4 Trakys (90.) 2:5 Vilėniškis (90.) | Litauen |
| Estland                                   | Zelinski (71.) | Barasa (80.) | Litauen |
| 4. Juli 2001 in Riga (Daugava-Stadion)    | | |         |
| Ergebnis: 2:5 (2:1)                       | | |         |
| Zuschauer: 500                            | | |         |
| Schiedsrichter: Romāns Lajuks ( Lettland) | | |         |
| Spielbericht                              | | |         |

## Lettland gegen Litauen
| Lettland                               | Lettland | Litauen | Litauen |
| -------------------------------------- | --- | --- | ------- |
| Lettland                               | \| 5. Juli 2001 in Riga (Skonto-Stadion) \| \| Ergebnis: 4:1 (1:1) \| \| Zuschauer: 4.000 \| \| Schiedsrichter: Sten Kaldma ( Estland) \| \| Spielbericht \| | \| 5. Juli 2001 in Riga (Skonto-Stadion) \| \| Ergebnis: 4:1 (1:1) \| \| Zuschauer: 4.000 \| \| Schiedsrichter: Sten Kaldma ( Estland) \| \| Spielbericht \| | Litauen |
| Lettland                               | Aleksandrs Koļinko, Artūrs Zakreševskis, Vitālijs Astafjevs, Mihails Zemļinskis, Viktors Lukaševičs, Igors Korabļovs, Igors Stepanovs, Imants Bleidelis (76. Jurģis Pučinskis), Marians Pahars (80. Oļegs Blagonadeždins), Andrejs Rubins (85. Mihails Miholaps), Andrejs Štolcers (70. Vladimirs Koļesņičenko) Cheftrainer: Aleksandrs Starkovs | Vaidas Žutautas, Marius Stankevičius, Darius Žutautas, Rolandas Džiaukštas, Andrius Jokšas, Nerijus Barasa, Darius Maciulevičius, Orestas Buitkus (46. Giedrius Barevičius), Deividas Česnauskis (46. Raimondas Vilėniškis), Raimondas Vilėniškis (74. Robertas Ringys), Ričardas Beniušis, Egidijus Varnas (64. Nerijus Vasiliauskas) Cheftrainer: Benjaminas Zelkevičius | Litauen |
| Lettland                               | 1:1 Rubins (45.) 2:1 Pahars (52.) 3:1 Blagonadeždins (83.) 4:1 Koļesņičenko (89.) | 0:1 Barasa (12.) | Litauen |
| Lettland                               | Zemļinskis (34.), Štolcers (47.), Stepanovs (68.) | Džiaukštas (44.), Barasa (45.) | Litauen |
| 5. Juli 2001 in Riga (Skonto-Stadion)  | | |         |
| Ergebnis: 4:1 (1:1)                    | | |         |
| Zuschauer: 4.000                       | | |         |
| Schiedsrichter: Sten Kaldma ( Estland) | | |         |
| Spielbericht                           | | |         |